# Snowboard ai XXII Giochi olimpici invernali - Slopestyle femminile
La gara di slopestyle femminile  dei XXII Giochi olimpici invernali di Soči (in Russia) si è svolta sul tracciato di Roza Chutor, a Krasnaja Poljana. Le qualificazioni si sono svolte il 6 febbraio, mentre semifinale e finale il 9 febbraio.
Questa competizione è presente per la prima volta ai Giochi olimpici, mentre dal 2011 fa parte del programma dei Mondiali. 
La statunitense Jamie Anderson ha vinto la medaglia d'oro, imponendosi sulla finlandese Enni Rukajärvi, argento, e la britannica Jenny Jones, bronzo.

## Programma
Gli orari sono in UTC+4.
| Giorno     | Ora   | Turno          |
| ---------- | ----- | -------------- |
| 6 febbraio | 14:00 | Qualificazioni |
| 9 febbraio | 10:30 | Semifinale     |
| 9 febbraio | 13:15 | Finale         |

## Risultati

### Qualificazioni
Le prime 4 classificate di ogni batteria si sono qualificate direttamente per la finale. Tutte le altre si sono qualificate per la semifinale. Si considera il risultato della migliore delle 2 run.
QF — Qualificata per la finale
QS — Qualificata per la semifinale
NP — Non partita
| Pos. | Batteria | #  | Atleta           | Nazione       | Run 1 | Run 2 | Punti | Note |
| ---- | -------- | -- | ---------------- | ------------- | ----- | ----- | ----- | ---- |
| 1    | 1        | 5  | Isabel Derungs   | Svizzera      | 82,50 | 87,50 | 87,50 | QF   |
| 2    | 1        | 11 | Torah Bright     | Australia     | 85,25 | 80,00 | 85,25 | QF   |
| 3    | 1        | 4  | Spencer O'Brien  | Canada        | 82,75 | 65,00 | 82,75 | QF   |
| 4    | 1        | 8  | Enni Rukajärvi   | Finlandia     | 79,00 | 23,75 | 79,00 | QF   |
| 5    | 1        | 1  | Jenny Jones      | Gran Bretagna | 74,25 | 21,75 | 74,25 | QS   |
| 6    | 1        | 10 | Rebecca Torr     | Nuova Zelanda | 70,75 | 33,75 | 70,75 | QS   |
| 7    | 1        | 6  | Christy Prior    | Nuova Zelanda | 67,50 | 70,50 | 70,50 | QS   |
| 8    | 1        | 9  | Stefi Luxton     | Nuova Zelanda | 59,75 | 34,25 | 59,75 | QS   |
| 9    | 1        | 3  | Sina Candrian    | Svizzera      | 58,25 | 36,50 | 58,25 | QS   |
| 10   | 1        | 7  | Aimee Fuller     | Gran Bretagna | 44,50 | 39,00 | 44,50 | QS   |
| 11   | 1        | 12 | Shelly Gotlieb   | Nuova Zelanda | 18,00 | 30,75 | 30,75 | QS   |
| 12   | 1        | 2  | Kjersti Buaas    | Norvegia      | 12,50 | 17,75 | 17,75 | QS   |
| 1    | 2        | 14 | Anna Gasser      | Austria       | 89,50 | 95,50 | 95,50 | QF   |
| 2    | 2        | 18 | Jamie Anderson   | Stati Uniti   | 93,50 | NP    | 93,50 | QF   |
| 3    | 2        | 20 | Elena Könz       | Svizzera      | 86,25 | 38,00 | 86,25 | QF   |
| 4    | 2        | 22 | Karly Shorr      | Stati Uniti   | 45,00 | 84,75 | 84,75 | QF   |
| 5    | 2        | 17 | Šárka Pančochová | Rep. Ceca     | 77,75 | 33,75 | 77,75 | QS   |
| 6    | 2        | 16 | Jenna Blasman    | Canada        | 60,25 | 51,50 | 60,25 | QS   |
| 7    | 2        | 23 | Jessika Jenson   | Stati Uniti   | 34,00 | 58,50 | 58,50 | QS   |
| 8    | 2        | 15 | Silje Norendal   | Norvegia      | 31,00 | 39,00 | 39,00 | QS   |
| 9    | 2        | 19 | Cheryl Maas      | Paesi Bassi   | 18,00 | 31,25 | 31,25 | QS   |
| 10   | 2        | 21 | Merika Enne      | Finlandia     | 17,00 | NP    | 17,00 | QS   |
| 11   | 2        | 13 | Ty Walker        | Stati Uniti   | 1,00  | NP    | 1,00  | QS   |

### Semifinale
Le prime 4 classificate si sono qualificate per la finale. Si considera il risultato della migliore delle 2 run.
| Pos. | #  | Atleta           | Nazione       | Run 1 | Run 2 | Punti | Note |
| ---- | -- | ---------------- | ------------- | ----- | ----- | ----- | ---- |
| 1    | 17 | Šárka Pančochová | Rep. Ceca     | 90,50 | 22,50 | 90,50 | QF   |
| 2    | 3  | Sina Candrian    | Svizzera      | 84,25 | 81,50 | 84,25 | QF   |
| 3    | 1  | Jenny Jones      | Gran Bretagna | 82,25 | 83,25 | 83,25 | QF   |
| 4    | 15 | Silje Norendal   | Norvegia      | 16,75 | 78,75 | 78,75 | QF   |
| 5    | 23 | Jessika Jenson   | Stati Uniti   | 72,00 | 50,50 | 72,00 |      |
| 6    | 13 | Ty Walker        | Stati Uniti   | 66,00 | 43,75 | 66,00 |      |
| 7    | 12 | Shelly Gotlieb   | Nuova Zelanda | 63,25 | 33,75 | 63,25 |      |
| 8    | 9  | Stefi Luxton     | Nuova Zelanda | 18,25 | 60,25 | 60,25 |      |
| 9    | 7  | Aimee Fuller     | Gran Bretagna | 33,75 | 37,50 | 37,50 |      |
| 10   | 10 | Rebecca Torr     | Nuova Zelanda | 27,25 | 32,50 | 32,50 |      |
| 11   | 16 | Jenna Blasman    | Canada        | 32,25 | 10,50 | 32,25 |      |
| 12   | 19 | Cheryl Maas      | Paesi Bassi   | 30,75 | 14,75 | 30,75 |      |
|      | 6  | Christy Prior    | Nuova Zelanda |       |       |       | DNS  |
|      | 2  | Kjersti Buaas    | Norvegia      |       |       |       | DNS  |
|      | 21 | Merika Enne      | Finlandia     |       |       |       | DNS  |

### Finale
Si considera il risultato della migliore delle 2 run.
| Pos.    | #  | Atleta           | Nazione       | Run 1 | Run 2 | Punti |
| ------- | -- | ---------------- | ------------- | ----- | ----- | ----- |
| Oro     | 18 | Jamie Anderson   | Stati Uniti   | 80,75 | 95,25 | 95,25 |
| Argento | 8  | Enni Rukajärvi   | Finlandia     | 73,75 | 92,50 | 92,50 |
| Bronzo  | 1  | Jenny Jones      | Gran Bretagna | 73,00 | 87,25 | 87,25 |
| 4       | 3  | Sina Candrian    | Svizzera      | 77,25 | 87,00 | 87,00 |
| 5       | 17 | Šárka Pančochová | Rep. Ceca     | 86,25 | 20,00 | 86,25 |
| 6       | 22 | Karly Shorr      | Stati Uniti   | 39,00 | 75,00 | 75,00 |
| 7       | 11 | Torah Bright     | Australia     | 64,75 | 66,25 | 66,25 |
| 8       | 5  | Isabel Derungs   | Svizzera      | 58,50 | 15,25 | 58,50 |
| 9       | 20 | Elena Könz       | Svizzera      | 24,50 | 54,50 | 54,50 |
| 10      | 14 | Anna Gasser      | Austria       | 49,00 | 51,75 | 51,75 |
| 11      | 15 | Silje Norendal   | Norvegia      | 49,50 | 32,00 | 49,50 |
| 12      | 4  | Spencer O'Brien  | Canada        | 30,00 | 35,00 | 35,00 |